# Wei Sun Christianson
Wei Christianson (nata Sun) (孙玮S; Pechino, 21 agosto 1956) è un'imprenditrice e avvocato cinese-statunitense, fino al 2022 CEO delle operazioni in Cina della Morgan Stanley e co-CEO della divisione Asia Pacifico. Nell'aprile 2024 è entrata nel consiglio d'amministrazione della LVMH di Bernard Arnault.

## Biografia
Wei Sun Christianson è nata durante la rivoluzione culturale, il 21 agosto 1956, a Pechino da padre ufficiale dell'Esercito popolare di liberazione e madre medico; è la più giovane di quattro figlie. Ha conseguito il Gao Kao nel 1978 ed è stata accettata dall'Università di Lingua e Cultura cinese di Pechino, con l'intenzione di imparare l'inglese e lavorare come traduttrice per il Ministero degli affari esteri.
Incoraggiata da un suo professore Christianson fece domanda a una dozzina di college di arti liberali negli Stati Uniti. Nel 1983 si trasferì all'Amherst College e divenne la prima studentessa della Cina continentale a studiare negli Stati Uniti dopo la riapertura della Cina al mondo occidentale all'inizio degli anni '80. Si è laureata con lode in scienze politiche nel 1985. Ha continuato i suoi studi alla Columbia Law School, conseguendo la laurea in diritto internazionale nel 1989 e incontrando il suo futuro marito Jon Christianson.

## Carriera
Dopo la Columbia Law School, Wei Christianson ha lavorato come avvocato negli uffici di New York di Orrick, Herrington & Sutcliffe.
Dopo essersi trasferita a Hong Kong nel 1992, ha ottenuto la posizione di Direttore associato nel Dipartimento di finanza aziendale presso la Securities and Futures Commission (SFC) di Hong Kong, dove è stata responsabile della stesura della struttura normativa che avrebbe consentito alle società della Repubblica popolare cinese di essere quotate al di fuori della Cina.
Christianson è entrata in Morgan Stanley nel 1998, dove è stata direttrice esecutiva, rappresentante principale di Pechino e membro senior del team Resources, Power and Transportation Group, dove ha incontrato il suo mentore John Mack. Quando Mack fu estromesso da Morgan Stanley nel 2002, Christianson lo seguì al Credit Suisse First Boston, dove ricoprì incarichi di amministratore delegato, presidente e country manager. Successivamente, Christianson è entrata a far parte di Citigroup come amministratore delegato e presidente della Cina, Citigroup Global Markets (Asia) Ltd., dove era responsabile delle attività di investment banking e titoli in Cina.  Da quando è tornata alla Morgan Stanley nel 2006, è stata amministratore delegato per la Cina. Christianson ha condotto le offerte pubbliche iniziali di Sinopec, China Life e SMIC e ha supervisionato l'acquisizione da 4,2 miliardi di dollari di Gas Kazakhstan da parte della CNPC. Christianson si è ritirata da Morgan Stanley nel 2022.

## Vita privata
Christianson è sposata con l'americano Jon L. Christianson, ex socio in pensione di Skadden, Arps, Slate, Meagher & Flom nel suo dipartimento aziendale a Pechino. Hanno tre figli, Erik ('14), Neil ('17) e Nicholas ('19). Vive con la sua famiglia a Pechino.